# Thị Trung, Tế Nam
Thị Trung (tiếng Trung: 市中区, Hán Việt: Thị Trung khu) là một quận của địa cấp thị Tế Nam, tỉnh Sơn Đông, Cộng hòa Nhân dân Trung Hoa. Quận này có diện tích 280 km2, dân số 570.000 người (2004), mã số bưu chính 250002.